# Đerađ
Đerać (em cirílico: Ђераћ) é uma vila da Sérvia localizada no município de Lučani, pertencente ao distrito de Moravica (Dragačevo). A sua população era de 47 habitantes segundo o censo de 2011.

## Demografia
| 1948 | 1953 | 1961 | 1971 | 1981 | 1991 | 2002 | 2011 |
| ---- | ---- | ---- | ---- | ---- | ---- | ---- | ---- |
| 118  | 174  | 201  | 248  | 208  | 91   | 76   | 47   |